# Компютърно инженерство
Компютърното инженерство е дисциплина, която интегрира в себе си няколко области на електроинженерството и компютърните науки, необходими за разработването на компютърен хардуер и софтуер.
Компютърните инженери обикновено изучават електроинженерство (или електротехника), софтуерен дизайн и хардуер-софтуер интегрирани дисциплини вместо само софтуерно инженерство или електронно инженерство. Компютърните инженери се включват в различни софтуерни и хардуерни аспекти на работните процеси, от проектирането на отделните микроконтролери, микропроцесори, персонални компютри и суперкомпютри до схемотехника. Тази област от инженерството не се фокусира само върху това как работят самите компютърни системи, но и също така как те се вписват в по-голямата картина.
Обичайните задачи на компютърните инженери включват писане на софтуер и фърмуер за вградени микроконтролери, проектиране на VLSI чипове, изготвяне на аналогови системи, проектиране на платки със смесен сигнал и на операционни системи.
Компютърните инженери също могат да правят изследвания в сферата на роботиката, които до голяма степен разчитат на помощта на цифрови системи за управление и контрол на електрически системи, като двигатели, комуникационни средства и сензори.
В много институции студентите по компютърно инженерство имат възможността да избират област, в която да задълбочат своите знания през първите години на обучението си или през следващите. Големият обхват на знания, който се използва в проектирането и в компютърните приложения, се смята за извън обхвата на по-ниските образователни степени. Някои университети или академии могат да изискват от студентите си да имат завършено общо инженерство преди да се фокусират върху компютърното инженерство.

## История
Първата акредитирана програма по компютърно инженерство в САЩ е създадена в Case Western Reserve University през 1972 г. През октомври 2004 г. има вече 170 акредитирани компютърно-инженерни програми в Съединените щати. В Европа спонсорирането на компютърни инженерни училища се извършва от различни агенции, част от Европейската мрежа за осигуряване на ИТ образование (EQANIE). Вследствие на нарастването на работните изискванията към инженерите, които могат конкурентно да създават хардуер, софтуер, фърмуер и да управляват всякакви компютърни системи, използвани в индустрията, някои от висшите учебни заведения из цял свят предлагат бакалавърска степен, още позната като компютърно инженерство. Освен компютърното и електронното инженерство, програмите включват аналогов и цифров дизайн в курса на обучение. В повечето инженерни дисциплини, допълнителните знания в областта на математиката и естествените научи са необходимост за компютърния инженер.  

## Работа
Съществуват две основни специализации в компютърното инженерство: софтуер и хардуер.

### Компютърен софтуерен инженер
Софтуерните инженери създават, проектират и тестват софтуер. Някои софтуерни инженери проектират, конструират и поддържат компютърни програми. Някои инженери изграждат мрежи като „интранет“ за компаниите, други правят или инсталират нов софтуер или подобрени компютърни системи. Софтуерните инженери също така могат да проектират и приложения. Това включва проектирането или кодирането на нови програми и приложения, които да удовлетворяват нуждите на физически или юридически лица. Софтуерните инженери могат също да работят на свободна практика и да продават софтуерните си приложения или продукти на предприятия или частни лица.

### Компютърен хардуерен инженер
Повечето хардуерни инженери проучват, създават, проектират и тестват разнообразна компютърна техника. Това може да варира от платки и микропроцесори до рутери. Някои подобрени компютърни елементи са по-ефикасни и работят с по-нов софтуер. Повечето хардуерни инженери работят в проучващи лаборатории към високо технологични промишлени предприятия. Някои от тях също работят за федерални правителства. Според BLS, 95% от хардуерните инженери работят в градовете. Те работят на пълно работно време. Приблизително 33% от тяхната работа изисква повече от 40 часа седмично. Средностатистическата заплата за квалифицирани хардуерни инженери през 2012 г. е била $100 920 годишно или $48,52 на час. Хардуерни инженери са заемали 83300 работни места през 2012 г. 

## Специални области
Има много специални области в сферата на компютърното инженерство.

### Кодиране, криптиране и защита на информацията
Компютърните инженери работят в сферата на кодирането, криптографията и защитата на информация и по-специално разработват нови методи за защита на различните видове информация, като например цифрови изображения и музика, фрагментация, нарушаване на авторски права и други форми на престъпно посегателство. Примерите включват работа по безжични комуникации, множество антенни системи, оптично предаване и цифров воден знак.

### Комуникации и безжични мрежи
Специализацията на компютърните инженери в тази област има акцент върху комуникационните и безжичните мрежи, модулацията и кодирането с цел контрол на грешката. Високоскоростен мрежови дизайн, потискане на смущения и модулация, проектиране и анализ на отказоустойчива система, както и схеми за съхранение и пренос са част от тази специалност.

### Компилатори и операционни системи
Тази специалност се фокусира върху компилаторите и проектирането и разработката на операционни системи. Инженерите в тази област развиват нова архитектура на операционната система, техники за анализ на програмата, както и нови техники, за да се гарантира качеството. Примери за работа в тази област са алгоритъмът пост-връзка-време за развитие и трансформация на код и създаване на нова операционна система.

### Научни изчисления и инженерство
Научните изчисления и инженерството са сравнително нови дисциплини. Според Sloan Career Cornerstone Center лицата, които работят в тази област, „изчислителните методи се прилагат за формулиране и решаване на сложни математически проблеми в инженерството и физичните и социални науки. Примери за това са конструирането на въздухоплавателни средства, обработката на плазма с нанометрови характеристики на полупроводникови пластини, VLSI верижен дизайн, системи за откриване на радари, йонен транспорт чрез биологични канали, както и много още“.

### Компютърни мрежи, мобилни изчисления и разпределителни системи
В тази специалност инженерите изготвят интегрирани среди за компютри, включващи комуникации и достъп до информация. Примери за това са споделени канали безжични мрежи, адаптивно управление на ресурсите в различните системи, както и за подобряване на качеството на услугите в областта на мобилните и АТМ среди. Някои други примери включват работа по безжични мрежови системи и бърз етернет касетъчно-жични системи.

### Компютърна система: архитектура, паралелна обработка и надеждност
Инженерите разработват проекти, които да осигуряват надеждност, защитеност и висока производителност на компютърните системи. Тук се отличават проектите за изработване на процесори за многопоточност и паралелно обработване на данни. Други примери са развиването на нови теории, алгоритми и други приспособления, които допринасят за качеството и скоростта на производителността в компютърните системи.

### Компютърна визия и роботика
В тази специалност инженерите се фокусират върху разработването на зрително-чувствителна технология, която да следи дадена среда. Събраната информация след това се обработва и бива използвана за изпълнението на различни задачи. Това включва подобрено човешко моделиране, визуална комуникация и комуникация между компютъра и човека, също така се разработват и устройства като например специално предназначени камери с многофункционални зрителни сензори.

### Вградени системи
Хората работещи в тази сфера разработват технологии, подобряващи скоростта, надеждността и производителността на системите. Вградените системи се намират в много устройства, от малко радио до космическа совалка. Според „Слоун Корнърстоун Кариър Център“ ("Sloan Corner stone Career Center"), текущите технологии включват автоматизирани превозни средства, оборудване, с което да се провеждат спасителни акции, автоматизирани транспортни системи и подобряване на координацията между човек и робот, с цел поправка на съоръжения в космоса.

### Интегрални схеми, многомащабна интеграция (VLSI), тестване и системи за автоматизирано проектиране(CAD).
Тази специалност в компютърното инженерство изисква знания в сферата на електрониката и електрическите системи. Инженерите в тази област работят над подобряването на скоростта, надеждността и енергоефективността на следващите поколения многомащабно интегрирани електрически вериги и микросистеми. Пример за това е намалената консумация на ток от многомащабно интегрирани алгоритми и архитектури.

### Обработка на сигнала, картината и речта
Компютърните инженери в тази област търсят възможност за подобрения в комуникацията между компютър и човек, включващи гласово разпознаване и образна диагностика в медицината и науката. Също така се разработват и софтуери, които да разпознават човешко лице.

## Образование
За повечето длъжности, които са свързани с компютърното инженерство, се изисква поне бакалавърска степен в сферата на компютърните науки или признати сертификати в тази област. Понякога завършена степен в сферата на електронното инженерство също се приема поради приликите между двете специалности.  Тъй като хардуерните инженери работят най-вече със софтуерни системи, от тях често се изискват основни познания в областта на програмирането. По данни на американското бюро по лабораторни статистики(БЛС) – „Един човек завършил специализация в компютърното инженерство е близък до такъв, който е завършил електронно инженерство, но с малко повече завършени курсове в областта на компютърните науки“. Някои големи компании или специализирани длъжности изискват магистратура. Важно за компютърните инженери е да са в тон с най-новите технологии и затова голяма част от тях продължават да се учат по време на кариерите си.

## Подобни длъжности и сфери
- Програмиране
- Електронно инженерство
- Разработка на софтуер
- Анализиране на системи